# Apprentice (1990)
Apprentice is een computerspel dat werd ontwikkeld en uitgegeven voor de Rainbow Arts Software. Het spel kwam in 1990 uit voor de Commodore Amiga en de Atari ST. Het spel is een zijwaarts scrollend platformspel. Het spelt telt 17 levels.

## Ontvangst
| Beoordeeld door | Platform | Datum          | Score |
| --------------- | -------- | -------------- | ----- |
| Zzap!           | Amiga    | november 1990  | 79%   |
| Amiga Joker     | Amiga    | september 1990 | 72%   |
| Power Play      | Amiga    | oktober 1990   | 68%   |